# Mimar Sinan
Koca Mi'mâr Sinân Âğâ (turcă otomană: خواجه معمار سنان آغا; turcă modernă: Mimar Sinan) (cac. 1489/1490 – d. 17 iulie 1588) a fost un arhitect-șef otoman (turcă: "Mimar") și inginer civil al sultanilor Suleiman Magnificul, Selim al II-lea și Murad al III-lea.
El a fost responsabil pentru construirea a mai mult de trei sute de construcții mari și altele mai modeste, cum ar fi  școlile primare islamice (mektebs sibyan). Ucenicii lui vor proiecta mai târziu Moscheea Sultanului Ahmed în Istanbul și vor ajuta mai târziu la proiectarea Taj Mahal-ului în Imperiul Mogul.
Fiul unui zidar, el a primit o educație tehnică și a devenit un inginer militar. El a urcat rapid pe ierarhia militară devenind ofițer, și în cele din urmă  comandant de ieniceri , cu titlul onorific de ağa. 
El și-a rafinat arhitectura și competențele inginerești în timpul campaniilor cu ieniceri, devenind expert la construirea de fortificații de toate tipurile, precum și în proiecte militare de infrastructură, cum ar fi drumuri, poduri si apeducte.
La vârsta de aproximativ cincizeci de ani, el a fost numit în funcția de arhitect șef al sultanului, aplicând competențele sale tehnice dobândite în domeniul militar în "crearea clădirilor religioase" și tot felul de construcții civile. Mimar Sinan a rămas în post aproape cincizeci de ani. El este recunoscut ca cel mai mare arhitect din Orient și a fost comparat cu renumitul Michelangelo, cel mai mare arhitect din Occident, cu care a fost și contemporan.
Cele mai mari lucrări ale sale au fost Moscheea Suleymaniye și Moscheea Șehzade din Istanbul, Moscheea Selimiye din Edirne și lucrările de restaurare de la Cupola Stâncii din Ierusalim și de la marile moschei din Mecca și Medina.

## Opere
- 94 moschei (camii),
- 52 moschei mici (mescit),
- 55 școli de teologie islamică (medrese),
- 41 băi (hamam),
- 36 palate (saray),
- 22 mausolee (türbe),
- 20 caravanserai (kervansaray; han),
- 17 bucătării publice (imaret),
- 10 poduri,
- 8 depozite,
- 7 școli pentru recitarea Coranului (darülkurra),
- 6 apeducte,
- 3 spitale (darüșșifa)

### Lucrări celebre ale lui  Mimar Sinan

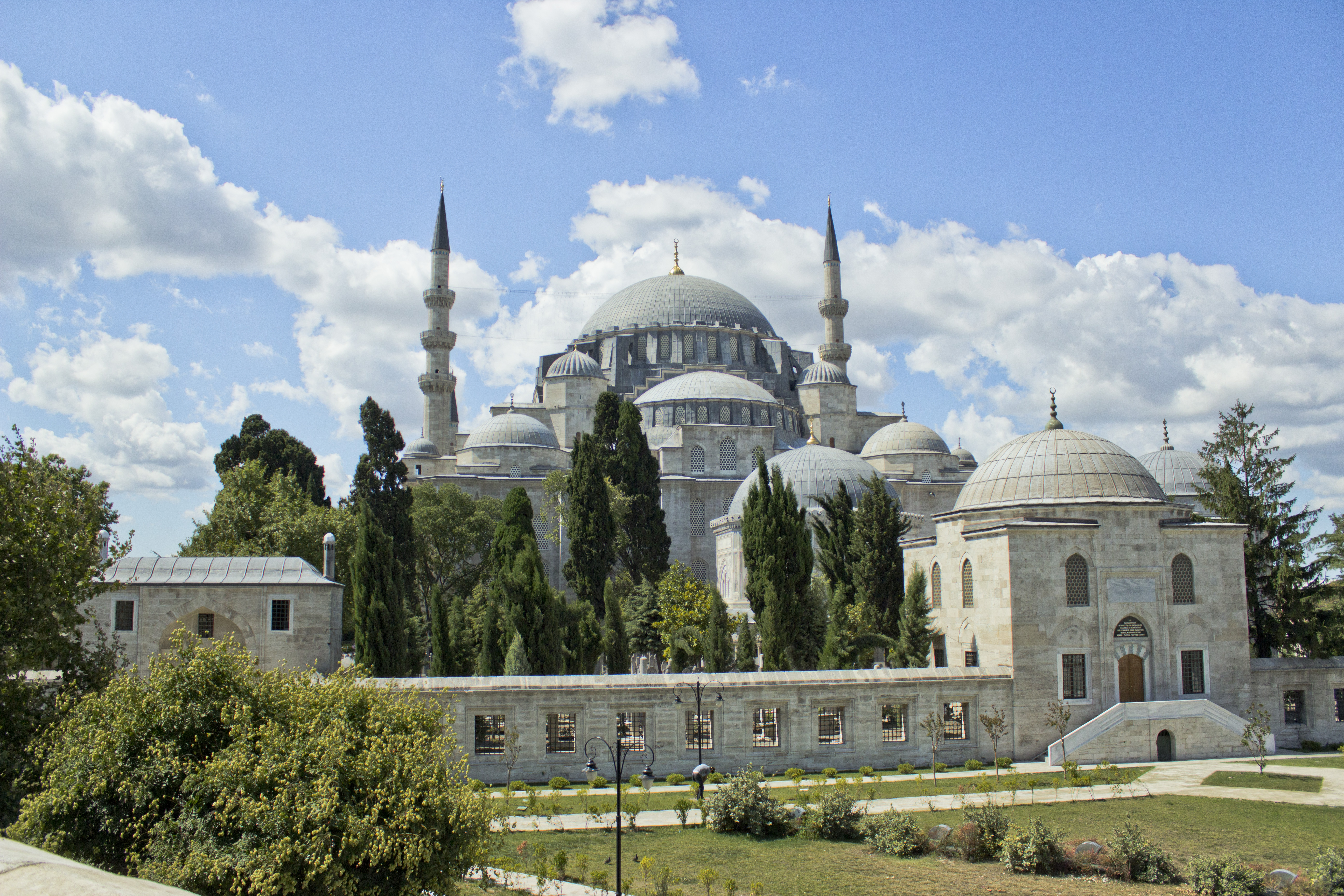
Moscheea Süleymaniye, Istanbul.
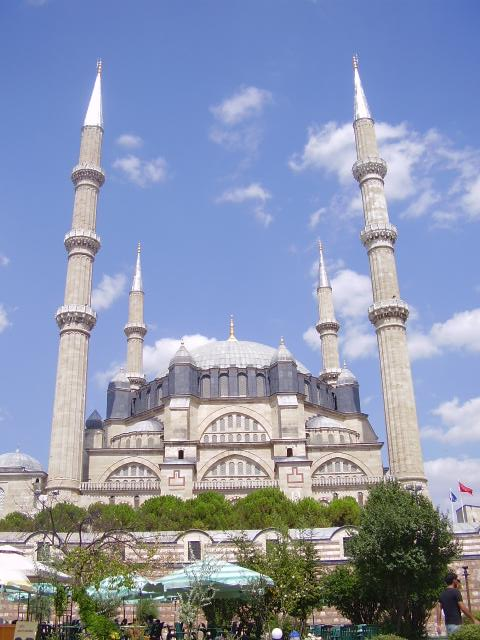
Moscheea Selimiye, Edirne.
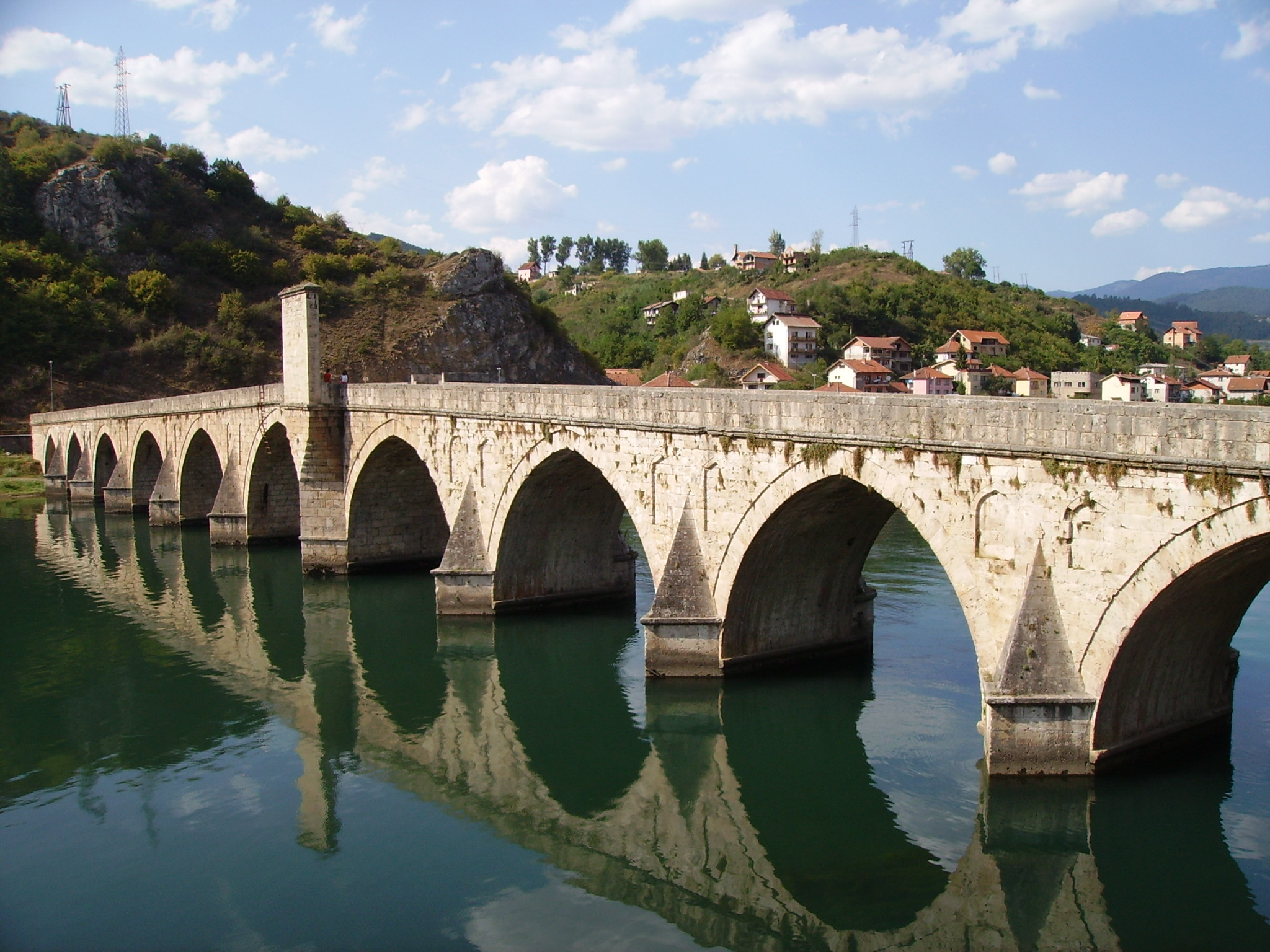
Podul Mehmed Paşa, Visegrád.
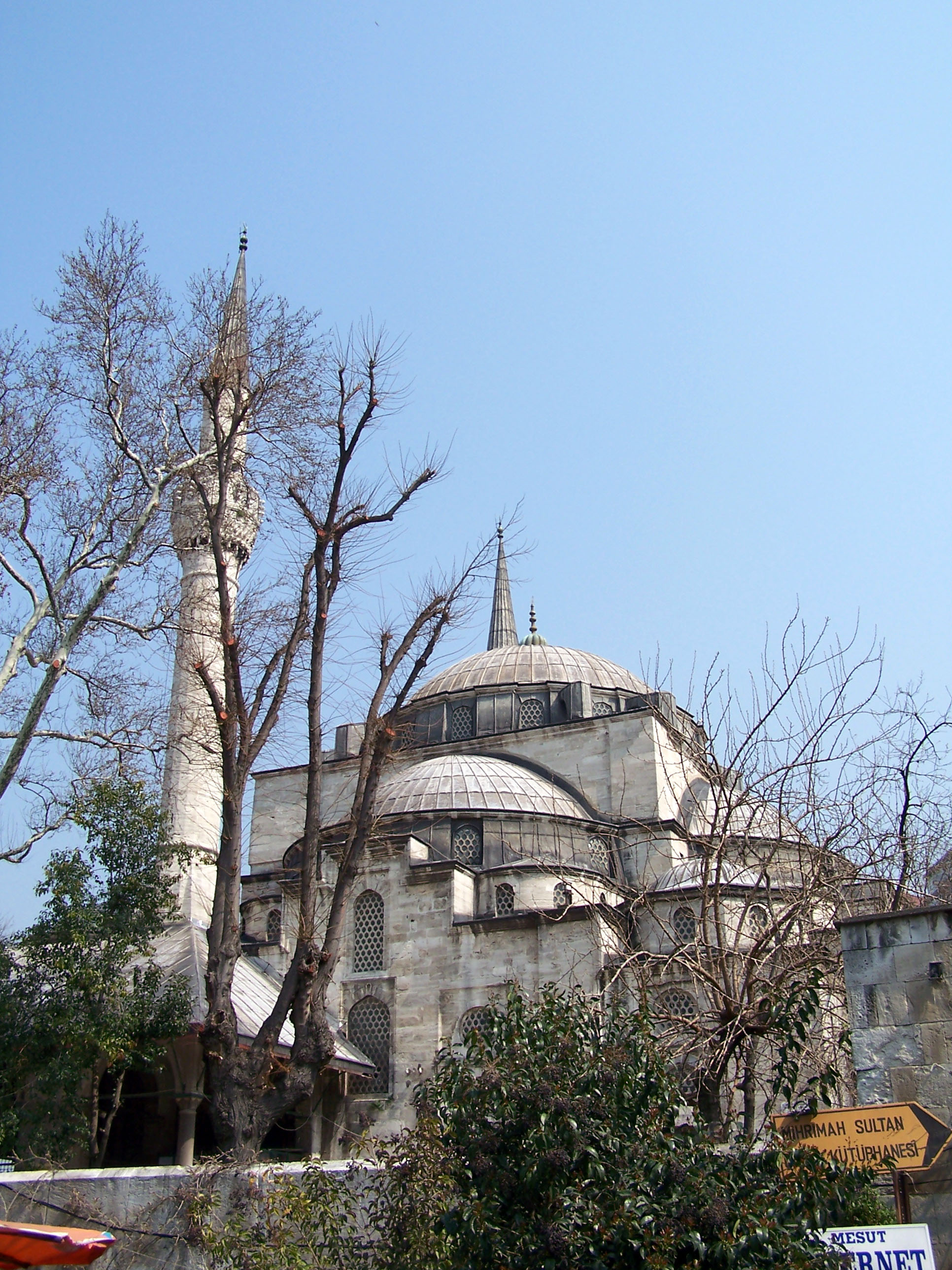
Moscheea Mihrimah Sultan, Istanbul.
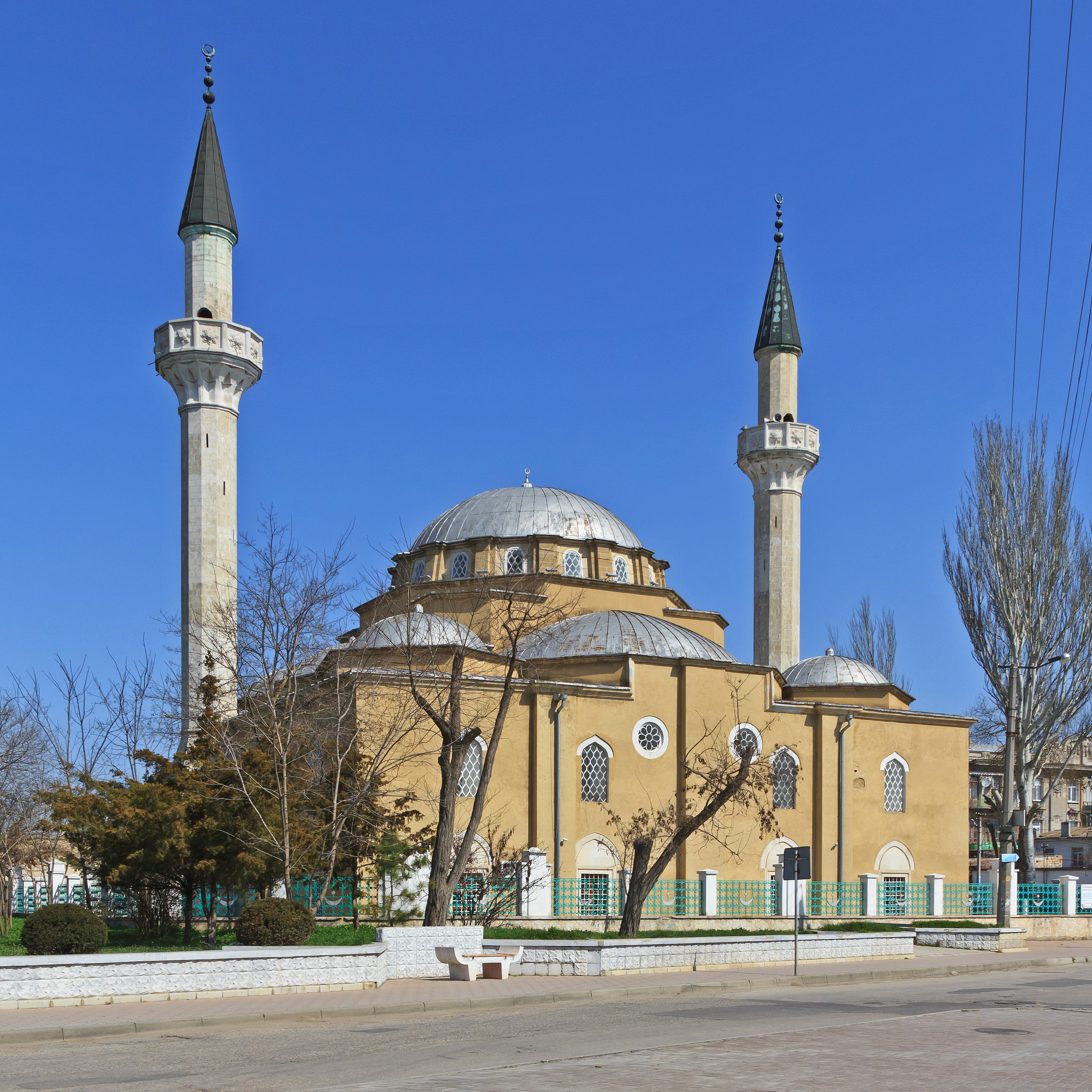
Moscheea Han, Crimeea.
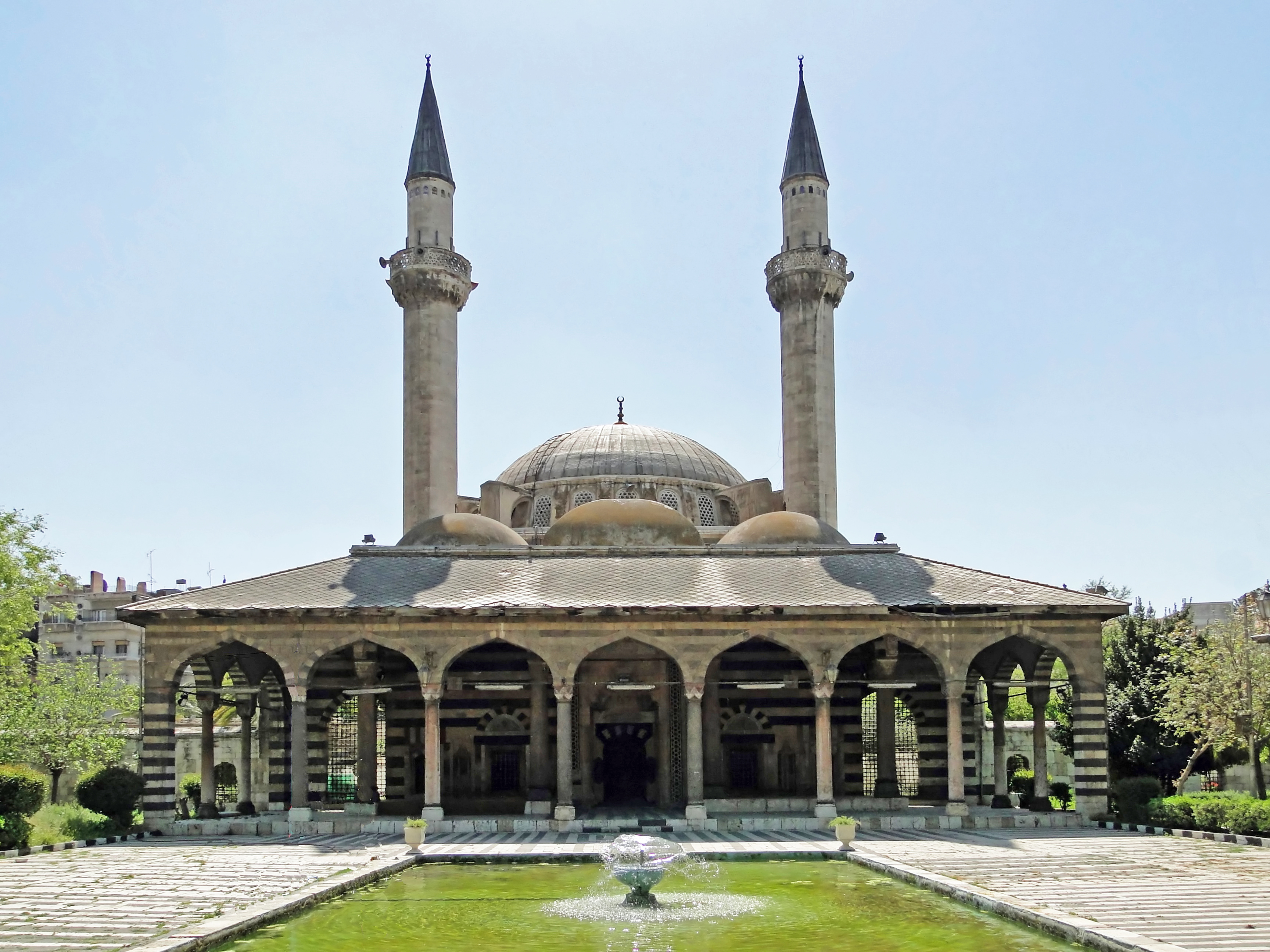
Moscheea Tekkiye, Damasc.
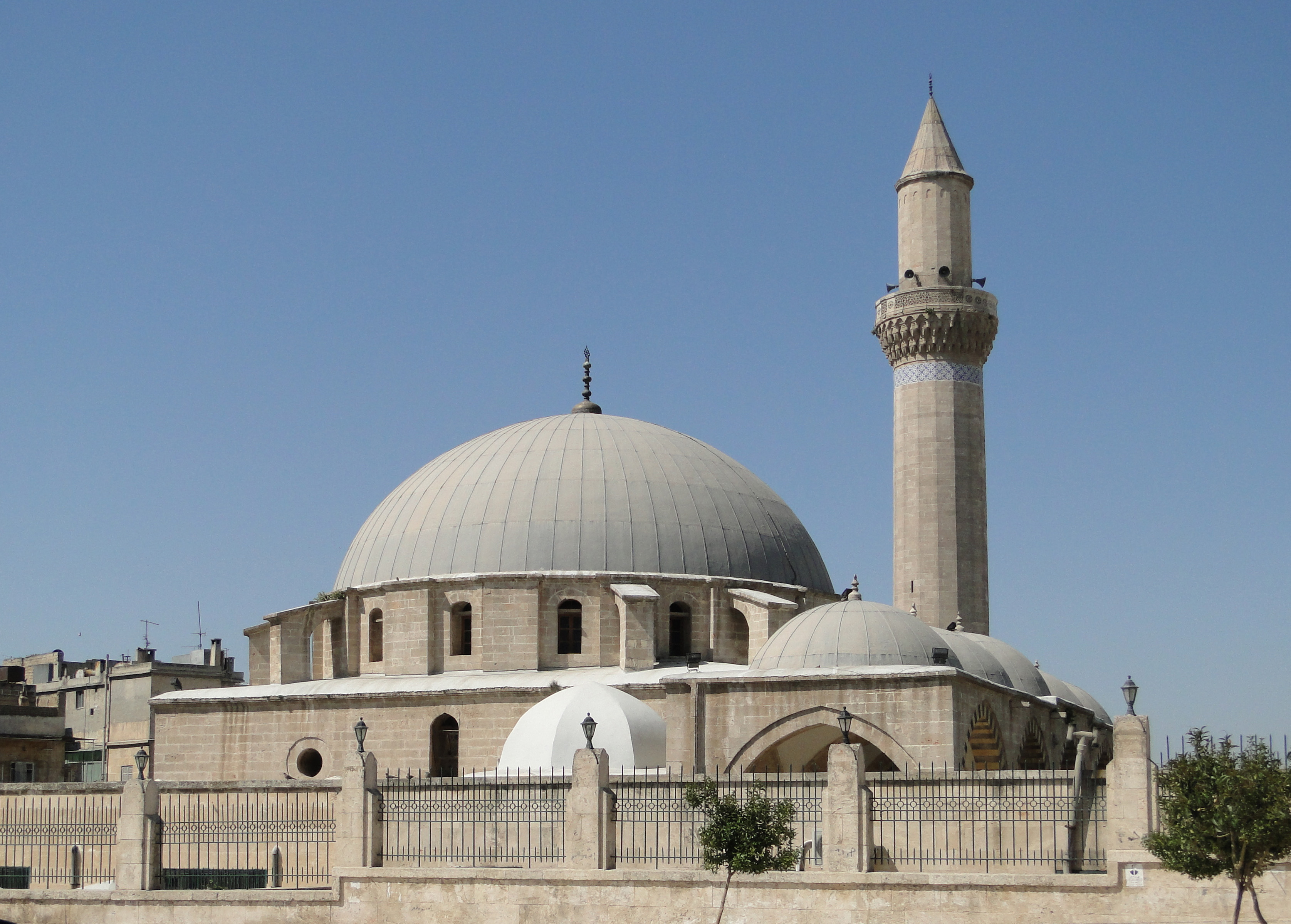
Moscheea Khusruwiyah, Alep.
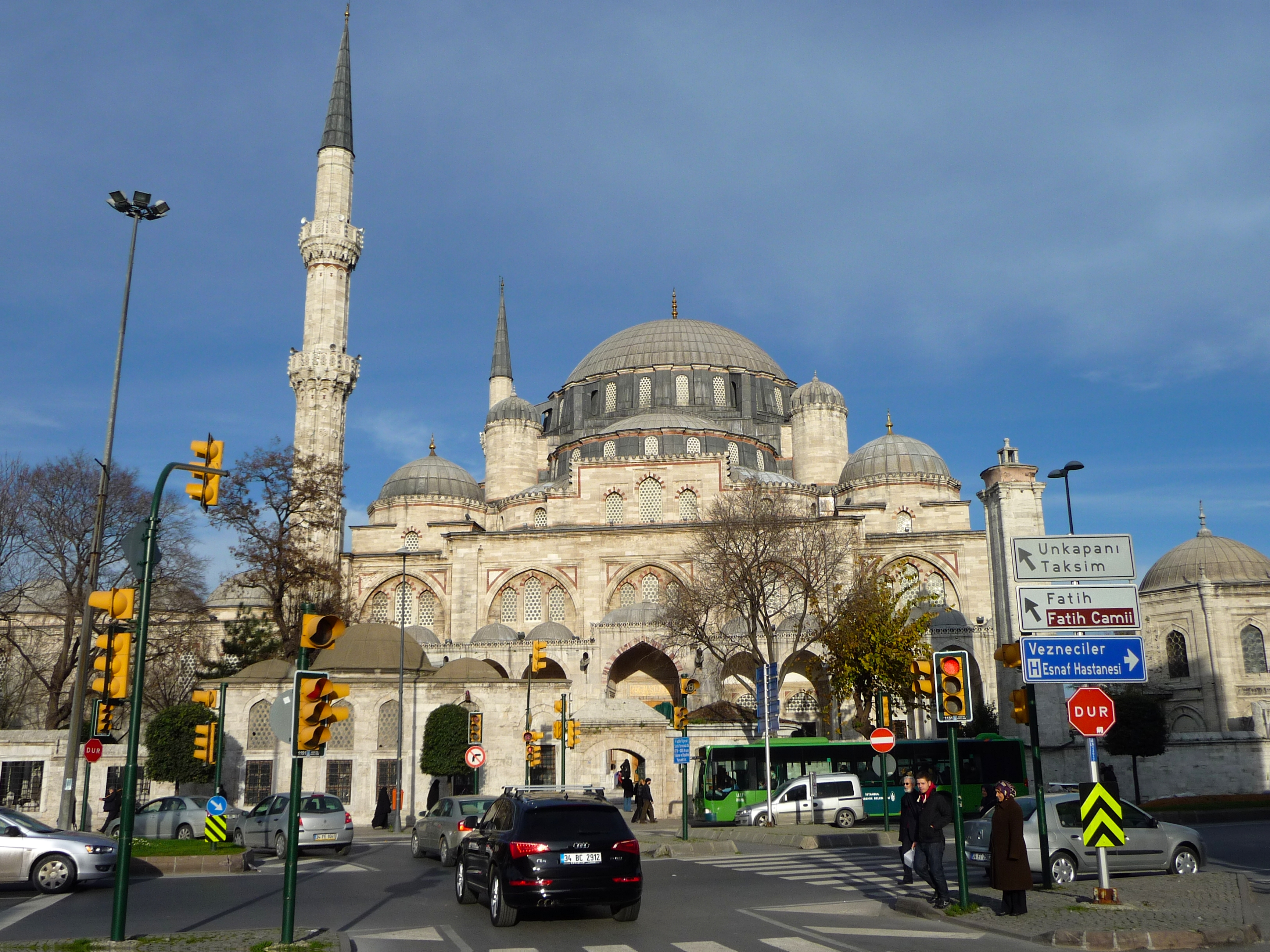
Moscheea Șehzade, Istanbul.
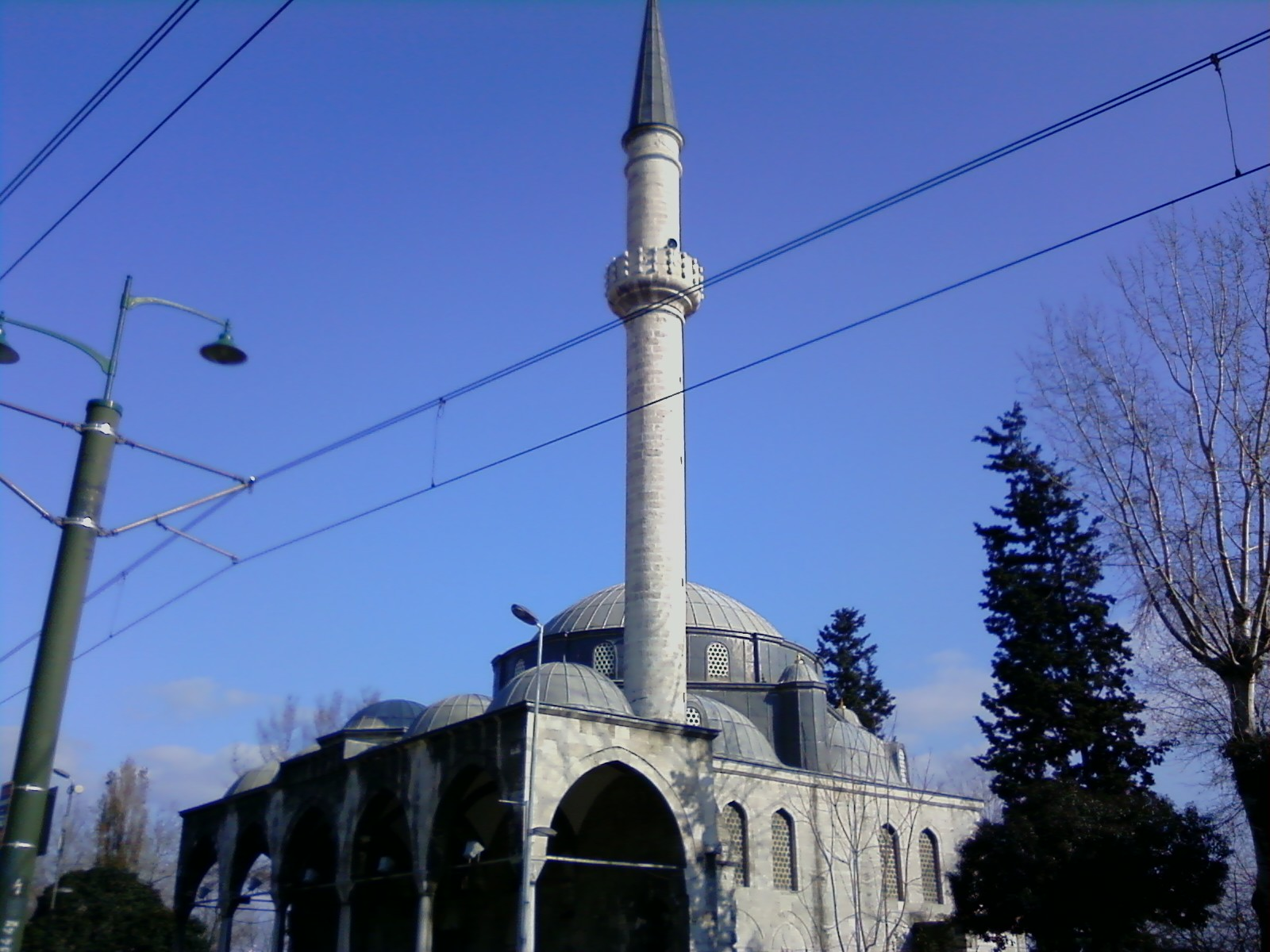
Moscheea lui Molla Çelebi, Istanbul.
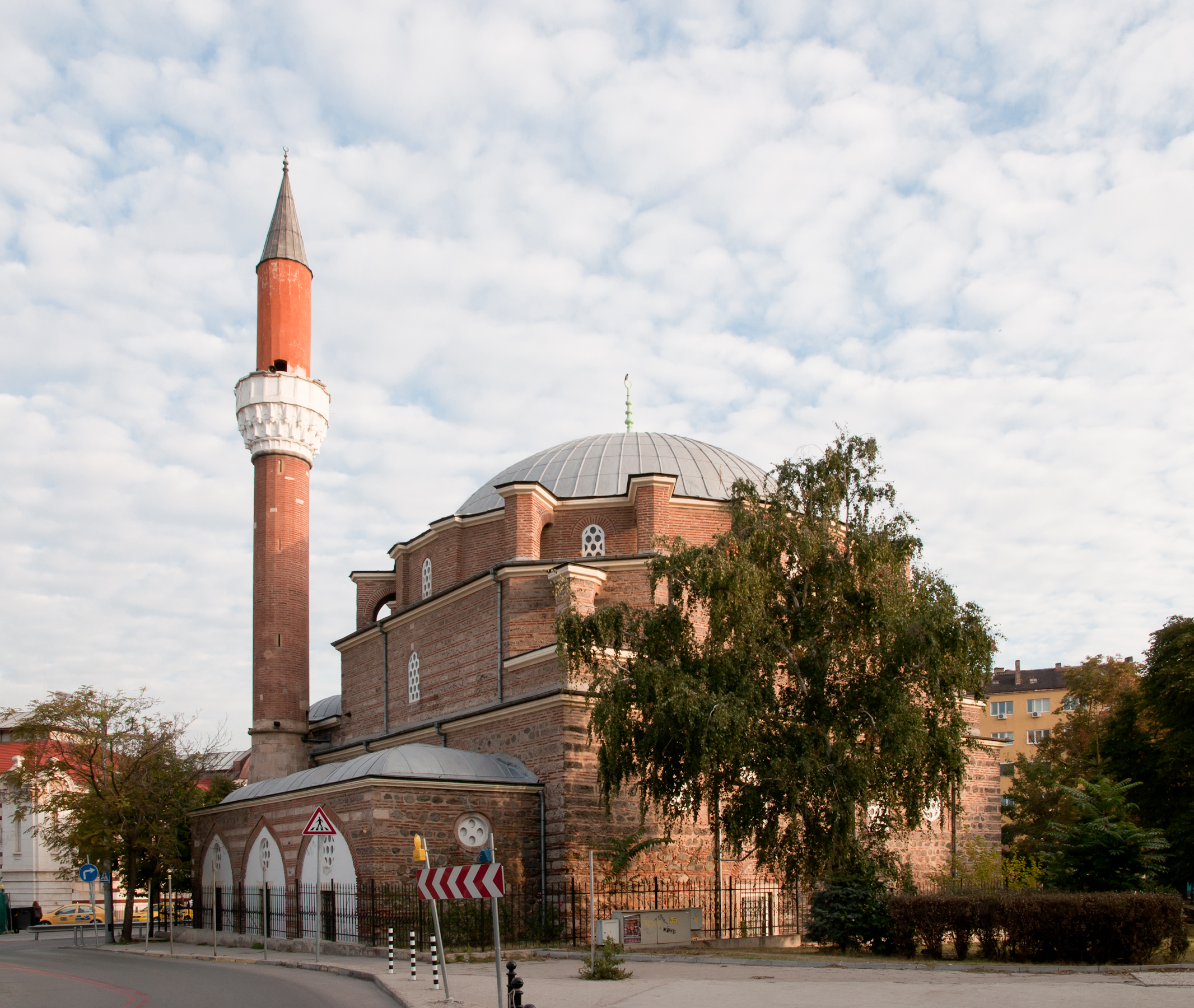
Moscheea Banya Bashi, Sofia.
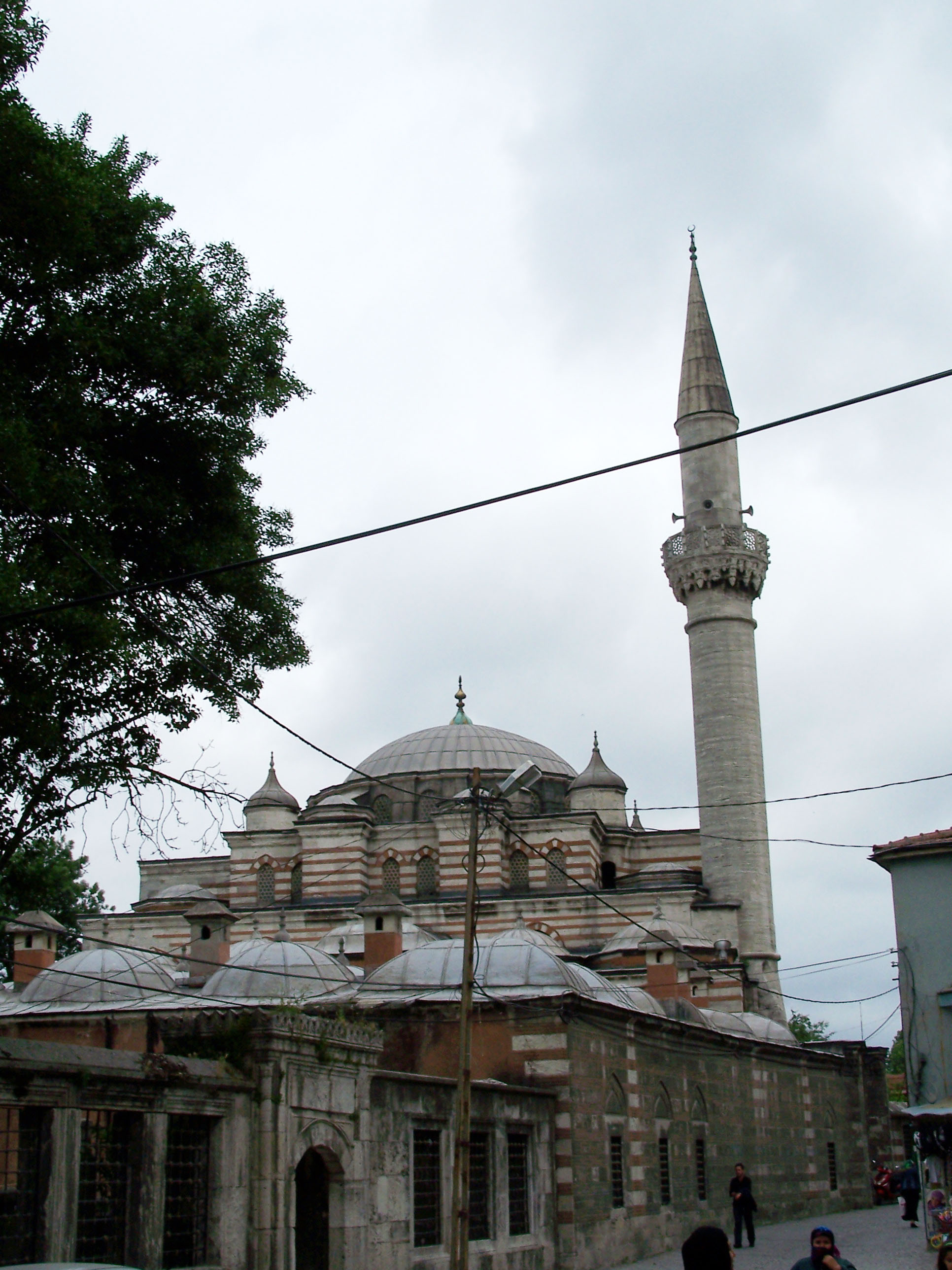
Moscheea lui Zal Mahmud Paşa, Istanbul.
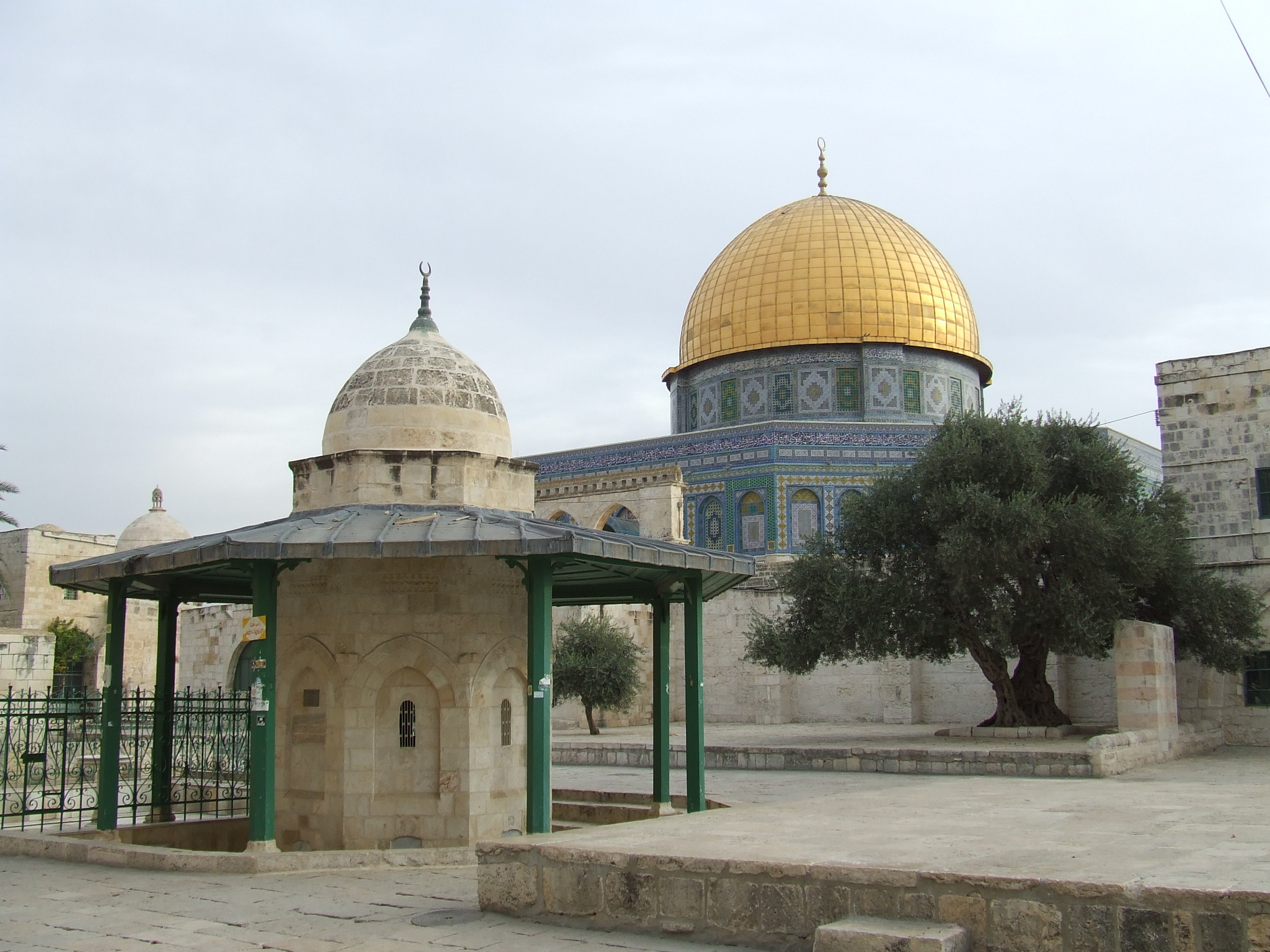
Restaurări la Cupola Stâncii, Ierusalim.
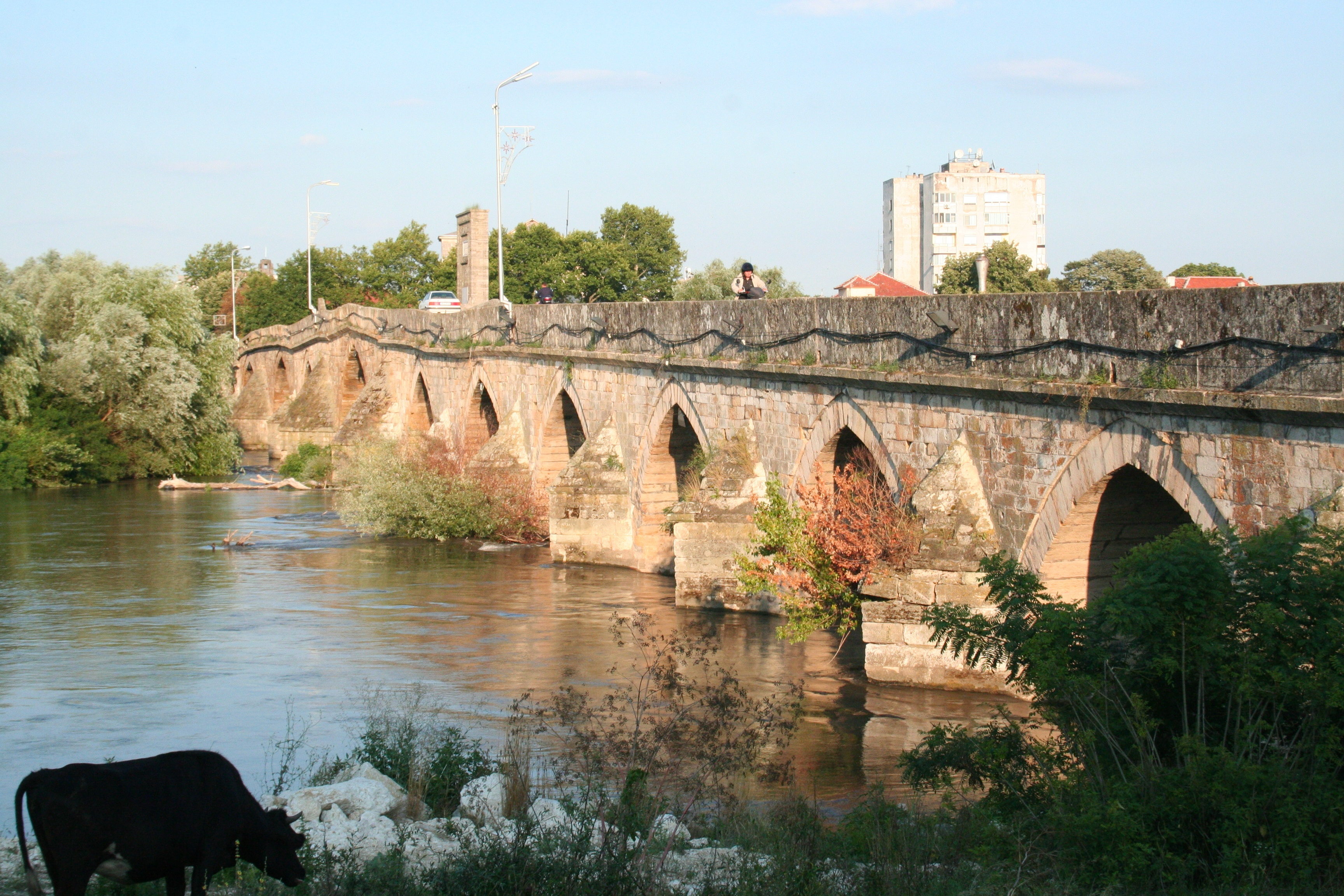
Podul Mustafa Paşa, Svilengrad.
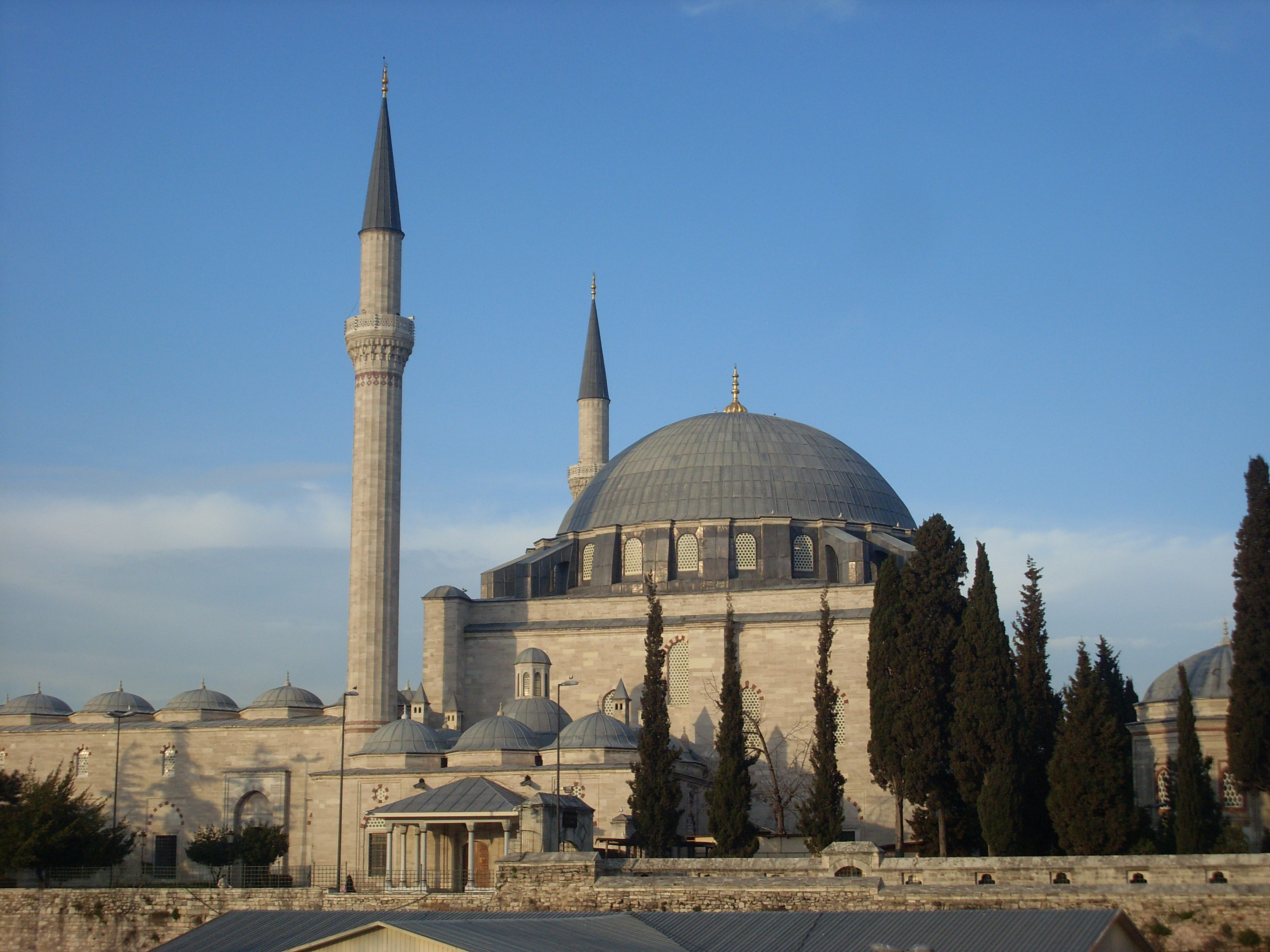
Moscheea lui Yavuz Selim, Istanbul.